# Camões (cráter)
Camões es un cráter de impacto de 70 km de diámetro del planeta Mercurio. Debe su nombre al escritor portugués Luís de Camões (c. 1524-1580), y su nombre fue aprobado por la  Unión Astronómica Internacional en 1976.